# Beneyam Demte
Beneyam Belye Demte, född 18 juli 1998, är en etiopisk fotbollsspelare. Han spelar även för Etiopiens landslag.

## Karriär
I februari 2019 värvades Demte av Syrianska FC. Demte gjorde sin Superettan-debut den 14 april 2019 i en 5–1-förlust mot Varbergs BoIS, där han blev inbytt i halvlek mot Anders Bååth.
I januari 2020 värvades Demte av Umeå FC, där han skrev på ett ettårskontrakt. Efter säsongen 2020 lämnade Demte klubben. I början av 2021 återvände Demte till Etiopien för spel i Sidama Coffee.